# Medier i Storbritannien
Medier i Storbritannien utgörs främst av TV, radio och tidskrifter.
Medierna är kontrollerade av relativt få ägare, där tre företag står för 71 procent av den nationella cirkulationen av nyhetstidningar. Det är även endast fem företag som står för 81 procent av lokala tidningstitlar i landet. 56 andra utgivare står för de resterande 19 procenten. Storbritanniens public service, BBC, står även för en stor del av medierna i samhället men de har stort motstånd från de kommersiella medierna. I och med att medierna är koncentrerade till ett fåtal större utgivare har det framförts synpunkter att det behövs en reform av medierna inom landet, eftersom det anses att det bör finnas en större variation inom massmedierna. 

## Dagspress
Storbritannien har många stora dagstidningar. Man brukar dela in dessa i kvalitets- och sensationstidningar eller tabloidpress. Enligt professor Lars-Åke Engblom har Storbritannien stor uppdelning mellan kvalitetstidningar och tabloidpress. Några stora kvalitetstidningar är Daily Telegraph, The Times, The Guardian och The Independent. Inom sensationstidningarna är The Sun och Daily Mail störst.
De två största papperstidningarna i Storbritannien är just dessa två upplagor 2015. Här var The Sun aningen större. Däremot visade det sig att om man tittade överlag på hur många som läste på datorn, telefonen och i papperstidningar så var Daily Mail störst av alla och Daily Mirror kom på en andraplats. I februari 2017 gick dock skribenter från Wikipedia ut med att de tyckte att Daily Mail inte var en trovärdig källa och uppmanade andra skribenter att inte använda deras artiklar som källor i sina texter. Det har även visat sig att antalet människor som läser papperstidningar respektive läser på internet baseras mycket på ålder. Äldre tenderar att läsa mer i pappersform samtidigt som de yngre generationerna läser mer och mer via internet, procentuellt mer desto yngre de är.
Utöver de stora nationella tidningarna har Storbritannien även många regionala tidningar. 2015 visade det sig att dessa lokala tidningar nådde ut till 40 miljoner människor landet runt. 44 procent av “ABC1s” läser en lokal tidning regelbundet. 61 procent av dem som oftast läser tidningar läser även en lokal tidning. 55 procent av befolkningen använder de lokala tidningarna för att hålla sig uppdaterade om vad som händer i världen.
Rupert Murdoch News International är ansvariga för ett flertal av dessa stora skrifter, bland annat The Sun, The Times och The Sunday Times. En stor skandal uppkom 2011 där denna koncern var inblandad. News of the World som ägdes av Murdoch blev avslöjade för att ha avlyssnat en mängd mobiltelefoner. Tidningen stängdes ner. 2013 hade The Sun i snitt runt 5,5 miljoner läsare varje dag. Om man jämför dagspressen med Sveriges kan man se att det ser annorlunda ut vad gäller politiskt deltagande. I Storbritannien är det mycket vanligare att tidningarna tar ställning politiskt i sina artiklar. Det är inte heller ovanligt att redaktörer umgås med högt uppsatta politiker vilket ofta anses oetiskt i Sverige.

## Television och radio

Storbritannien har mängder av TV- och radiokanaler, både privata och statliga. BBC som står för landets Public Service började med radiokanaler i landet redan 1927 genom att representera staten. 1970 började reklamradio växa fram och kanaler som täckte hela riket lanserades runt 1990. Precis som i Sverige finansieras Storbritanniens public service genom licensintäkter, dock får de även in pengar från BBC Worldwide som är kommersiellt. Viktigt att poängtera är att licensen som betalas inte går till BBC Worldwide, utan tvärtom, pengarna som dras in genom BBC Worldwide går till att finansiera BBC i Storbritannien. BBC var faktiskt det första företaget att erbjuda reguljära sändningar inom både TV och radio. De var även först med att erbjuda en nationell TV-kanal. BBC har 10 nationella TV-kanaler, 10 nationella radiokanaler och 47 regionala radiokanaler i Storbritannien. Idag har Storbritannien drygt 480 TV-kanaler att välja mellan.
Enligt en undersökning av “Statista” där man mätte hur många människor i Storbritannien olika kanaler nådde ut till kom BBC One på en första plats med nästan 57 miljoner. På andraplats kom kanalen ITV med drygt 54 miljoner. ITV skapades 1954 för att konkurrera med BBC, dock räknas deras sändningar idag som public service. På tredjeplats kom Channel 4 som tidigare skapades för att bryta duopolen hos BBC och ITV. Denna kanal klassas även som public service men den är finansierad genom reklam.
Om man tittar på denna tabell kan man se att väldigt många av Storbritanniens största TV-kanaler är drivna genom public service. Enligt en undersökning från “RAJAR” 2016 står BBC även för de mest populära radiokanalerna. “BBC 2”, “BBC 4” och “BBC 1” är de tre största med 15,1 miljoner, 11,2 miljoner respektive 9,9 miljoner lyssnare varje vecka.

## Censur och pressfrihet
Storbritannien har god press- och yttrandefrihet. Det finns dock stränga lagar om förtal och sekretessbrott. Storbritanniens medier har tenderat att vara väldigt frispråkiga. De strikta lagarna och reglerna bidrar till att detta begränsas. 2016 gjorde Reportrar utan gränser ett pressfrihetsindex, där hamnade Storbritannien på plats 38 av alla världens länder vilket klassas som “godtagbar situation”. I bedömningen för detta ligger förhållanden som inverkar på mediernas frihet, bland annat censur, statliga monopol och våld mot journalister.

## Regler och lagstiftning
Storbritannien har en så kallad klagonämnd vid namn “Press Complaints Commission” (PCC). De arbetar för att medierna ska upprätthålla de pressetiska reglerna i landet. Dock fick de mycket klagomål och ett nytt system diskuterades efter skandalerna med tidningar 2011. I Sverige har vi “Spelregler för press, radio och TV”, eller de pressetiska reglerna, och i Storbritannien har de “Code of Practice” som motsvarar detta. Detta regelverk skapades av en kommitté som bestod av utgivare av riks-, regional- och lokaltidningar parallellt med att PCC skapades. Regler för radio- och TV-sändningar i Storbritannien regleras med lagen “Broadcasting Act”. I den står det att det är två organisationer som har rättigheterna till att reglera radio och TV, “The Radio Authority” (RA) och “The independent Television Commission”. Dessa kontrollerar rättigheter och punkter inom respektive område, bland annat vad som anses kriminellt, kränkande och vad som är bra smak.